# Julian Paucefote
Julian Paucefote, 1:e baron Pauncefote of Preston, född 13 september 1828, död 24 maj 1902, var en brittisk diplomat.
Paucefote blev advokat i London 1852, var 1863–1872 domare i Hongkong, ingick 1874 i kolonialministeriets och 1876 i utrikesministeriets tjänst. Från 1889 var han sändebud i Washington, D.C., och här slöt Paucefote tillsammans med USA:s statssekreterare John Hay det så kallade Hay–Paucefotefördraget.